# Isoetes tegetiformans
Isoetes tegetiformans är en kärlväxtart som beskrevs av P. M. Rury. Isoetes tegetiformans ingår i släktet braxengräs, och familjen Isoetaceae. Inga underarter finns listade i Catalogue of Life.